# Ясеневий провулок (Київ)
Я́сеневий прову́лок — провулок у Печерському районі міста Києва, місцевості Бусове поле, Звіринець. Пролягає від Звіринецької вулиці до кінця забудови (поблизу вулиці Михайла Бойчука).

## Історія
Виник у середині XX століття під назвою 246-й Новий 3-й провулок. Сучасна назва — з 1953 року.